# Martin Bethe
Martin Eduard August Bethe (* 21. November 1866 in Stettin; † 12. November 1956 in Bad Harzburg) war ein deutscher Arzt und Genealoge.

## Leben
Martin Bethe war ein Sohn des Stettiner Arztes Eduard Bethe († 1910) und dessen Ehefrau Marie Gerstaecker (1830–1917) aus Berlin. Der Altphilologe Erich Bethe (1863–1940) und der Physiologe Albrecht Bethe (1872–1954) waren Brüder von ihm.
Martin Bethe machte 1885 sein Abitur am Stettiner Stadtgymnasium und studierte dann Medizin in Jena, Bonn, Göttingen, Berlin, Kiel und Straßburg. 1891 kehrte er in seine Heimatstadt zurück, war zwei Jahre lang Assistenzarzt am Städtischen Krankenhaus und betreute während der Choleraepidemie im Herbst 1892 zugleich die Cholerastation. 1894 eröffnete Bethe eine eigene Praxis und leitete daneben bis 1945 die chirurgisch-orthopädische Abteilung Kinderheil in Finkenwalde. Während des Ersten Weltkrieges war er Chirurg im 1. Pommerschen Lazarettzug und in Stettiner Lazaretten.
Am 17. August 1944 wurde sein Haus in Stettin ausgebombt. Im März 1945 flüchtete er nach Quedlinburg und arbeitete dort bis 1946 als Arzt. Dann zog er zu Freunden nach Schloss Berghof bei Lichtenfels. 1952 begab er sich in das ehemalige Stettiner Altersheim von Kinderheil, das sich nach Bad Harzburg geflüchtet hatte.
Martin Bethe war 1923 Gründer und bis 1942 Vorsitzender der Pommerschen Vereinigung für Stamm- und Wappenkunde. In den Familiengeschichtlichen Mitteilungen dieser Gesellschaft veröffentlichte er seine genealogischen Forschungsergebnisse. Seit 1936 war Bethe auch korrespondierendes Mitglied der Gesellschaft für pommersche Geschichte, Altertumskunde und Kunst. Er hinterließ ein umfangreiches genealogisches Archiv zu den Themen: Schotten in Pommern, Künstler und Kunsthandwerker in Pommern, Ärzte in Pommern und Chirurgen, Feldscherer und Okulisten in Pommern, das sich heute in Leipzig befindet.
Martin Bethe war seit 1895 mit Ellen Margret (* 10. April 1873 in Kopenhagen) der Tochter des Kopenhagener Großkaufmanns William Andersen (1844–1897) verheiratet. Der Sohn Eduard (* 1896) fiel 1917 in Flandern. Die Tochter Ingeborg (* 1909) heiratete 1935 Ernst Mommsen, einen Enkel des Historikers Theodor Mommsen.